# Socket 6
A Socket 6 a 486-os processzorok utolsó foglalata volt, a Socket 3 némileg módosított változata.
Az Intel ezt a foglalatot a 80486-os termékciklusának a végén tervezte, de főleg emiatt csak nagyon kevés alaplapra szerelték, és mert a Socket 3 is kielégítő volt.
A Socket 6 235 tűs ZIF PGA foglalat volt, fogadta a 3,3V-os Intel 80486DX4 és Pentium Overdrive processzorokat.